# Leonowicze (rejon głębocki)
Leonowicze (biał. Лявонавічы; ros. Леоновичи) – chutor na Białorusi, w obwodzie witebskim, w rejonie głębockim, w sielsowiecie Psuja.

## Historia
W czasach zaborów wieś w powiecie dzisieńskim, w guberni wileńskiej Imperium Rosyjskiego.
W latach 1921–1945 wieś leżała w Polsce, w województwie wileńskim, w powiecie dziśnieńskim, w gminie Prozoroki.
Według Powszechnego Spisu Ludności z 1921 roku zamieszkiwało tu 78 osób, 52 były wyznania rzymskokatolickiego a 26 prawosławnego. Jednocześnie 56 mieszkańców zadeklarowało polską a 26 białoruską przynależność narodową. Było tu 13 budynków mieszkalnych. W 1931 w 19 domach zamieszkiwały 103 osoby.
Wierni należeli do parafii rzymskokatolickiej w Bobrowszczyśnie i prawosławnej w Psuji. Miejscowość podlegała pod Sąd Grodzki w Głębokiem i Okręgowy w Wilnie; właściwy urząd pocztowy mieścił się w Podświlu.
W wyniku napaści ZSRR na Polskę we wrześniu 1939 miejscowość znalazła się pod okupacją sowiecką. 2 listopada została włączona do Białoruskiej SRR. Od czerwca 1941 roku pod okupacją niemiecką. W 1944 miejscowość została ponownie zajęta przez wojska sowieckie i włączona do Białoruskiej SRR.
Od 1991 w składzie niepodległej Białorusi.
W miejscowości urodził się Antoni Szuniewicz, polski organista, kompozytor, dyrygent, chórmistrz i pedagog.